# Mattias Gestranius
Mattias Gestranius (Pargas, 7 juni 1978) is een Fins voormalig voetbalscheidsrechter. Hij was in dienst van FIFA en UEFA tussen 2009 en 2022. Ook leidde hij van 2006 tot 2022 wedstrijden in de Veikkausliiga.
Hij maakte zijn debuut in de hoogste afdeling van het Finse voetbal op 29 oktober 2006 bij het competitieduel tussen FC Lahti en KTP Kotka (0–4). Op 2 juli 2009 debuteerde Gestranius in Europees verband tijdens een wedstrijd tussen Trans Narva en Rudar Velenje in de voorronde van de UEFA Europa League; het eindigde in 0–3 en de Finse leidsman gaf twee gele kaarten. Zijn eerste interland floot hij op 11 augustus 2010, toen Wales met 5–1 won van Luxemburg. Tijdens dit duel gaf Gestranius zes gele kaarten, waarvan twee aan de Luxemburgse verdediger Mario Mutsch.

## Interlands
| Datum            | Plaats                    | Wedstrijd                      | Uitslag | Competitie             | Kreeg geel | Kreeg voor de tweede keer geel en dus rood | Weggestuurd |
| ---------------- | ------------------------- | ------------------------------ | ------- | ---------------------- | ---------- | ------------------------------------------ | ----------- |
| 11 augustus 2010 | Llanelli, Wales           | Wales – Luxemburg              | 5 – 1   | Vriendschappelijk      | 5          | 1                                          | 0           |
| 1 juni 2012      | Võru, Estland             | Letland – Litouwen             | 5 – 0   | Baltische Beker 2012   | 4          | 1                                          | 1           |
| 6 september 2012 | Helsingborg, Zweden       | Zweden – China                 | 1 – 0   | Vriendschappelijk      | 2          | 0                                          | 0           |
| 7 juni 2013      | Dublin, Ierland           | Ierland – Faeröer              | 3 – 0   | WK 2014 kwalificatie   | 4          | 0                                          | 0           |
| 13 oktober 2014  | Astana, Kazachstan        | Kazachstan – Tsjechië          | 2 – 4   | EK 2016 kwalificatie   | 4          | 0                                          | 0           |
| 15 november 2014 | Chisinau, Moldavië        | Moldavië – Liechtenstein       | 0 – 1   | EK 2016 kwalificatie   | 2          | 0                                          | 0           |
| 25 maart 2015    | Aarhus, Denemarken        | Denemarken – Verenigde Staten  | 3 – 2   | Vriendschappelijk      | 5          | 0                                          | 0           |
| 29 maart 2015    | Glasgow, Schotland        | Schotland – Gibraltar          | 6 – 1   | EK 2016 kwalificatie   | 0          | 0                                          | 0           |
| 9 oktober 2015   | Sankt Gallen, Zwitserland | Zwitserland – San Marino       | 7 – 0   | EK 2016 kwalificatie   | 1          | 0                                          | 0           |
| 31 mei 2016      | Klagenfurt, Oostenrijk    | Oostenrijk – Malta             | 2 – 1   | Vriendschappelijk      | 1          | 0                                          | 0           |
| 27 maart 2018    | Luxemburg, Luxemburg      | Luxemburg – Oostenrijk         | 0 – 4   | Vriendschappelijk      | 5          | 0                                          | 0           |
| 15 oktober 2018  | Sarajevo, Bosnië          | Bosnië en Her. – Noord-Ierland | 2 – 0   | Nations League 2018/19 | 4          | 0                                          | 0           |
| 25 maart 2019    | Luxemburg, Luxemburg      | Luxemburg – Oekraïne           | 1 – 2   | EK 2020 kwalificatie   | 6          | 0                                          | 0           |
| 6 september 2019 | Nicosia, Cyprus           | Cyprus – Kazachstan            | 1 – 1   | EK 2020 kwalificatie   | 6          | 0                                          | 0           |
| 16 november 2019 | Jeruzalem, Israël         | Israël – Polen                 | 1 – 2   | EK 2020 kwalificatie   | 2          | 0                                          | 0           |
| 4 september 2020 | Oslo, Noorwegen           | Noorwegen – Oostenrijk         | 1 – 2   | Nations League 2020/21 | 6          | 0                                          | 0           |
| 14 november 2020 | Nicosia, Cyprus           | Cyprus – Luxemburg             | 2 – 1   | Nations League 2020/21 | 6          | 0                                          | 1           |
| 28 maart 2021    | Sankt Gallen, Zwitserland | Zwitserland – Litouwen         | 1 – 0   | WK 2022 kwalificatie   | 1          | 0                                          | 0           |
| 5 juni 2021      | Solna, Zweden             | Zweden – Armenië               | 3 – 1   | Vriendschappelijk      | 6          | 0                                          | 0           |
| 5 september 2021 | Serravalle, San Marino    | San Marino – Polen             | 1 – 7   | WK 2022 kwalificatie   | 4          | 0                                          | 0           |
| 11 november 2021 | Trnava, Slowakije         | Slowakije – Slovenië           | 2 – 2   | WK 2022 kwalificatie   | 3          | 1                                          | 0           |
| 25 maart 2022    | Oslo, Noorwegen           | Noorwegen – Slowakije          | 2 – 0   | Vriendschappelijk      | 4          | 0                                          | 0           |